# Ken Ishikawa (futbolista)
Ken Ishikawa (石川 研 Ishikawa Ken?, nacido el 6 de febrero de 1970 en Ishikawa, Okinawa) es un exfutbolista japonés. Jugaba de guardameta y su último club fue el JEF United Ichihara de Japón.

## Trayectoria

### Clubes
| Club                 | País  | Año         |
| -------------------- | ----- | ----------- |
| Nagoya Grampus Eight | Japón | 1992 - 1996 |
| Vegalta Sendai       | Japón | 1997 - 2000 |
| Mito HollyHock       | Japón | 2001 - 2002 |
| JEF United Ichihara  | Japón | 2003        |

## Palmarés

### Títulos nacionales
| Título             | Club                 | País  | Año  |
| ------------------ | -------------------- | ----- | ---- |
| Copa del Emperador | Nagoya Grampus Eight | Japón | 1995 |